# Gran Cuyo
La isla de Gran Cuyo, también conocida como isla de Cuyo; tiéndese de noroeste a suroeste a una distancia de 13 kilómetros con un ancho máximo de nueve kilómetros. Una pequeña cordillera la divide en el sentido de su longitud. Sobre la costa Oeste de la isla se halla el pueblo de Cuyo, cabecera histórica de todas las Islas Calamianes tomadas como un solo grupo político. 

## Geografía
Las islas del grupo Cuyos se encuebtran situadas al sur de Mindoro, hacia la mitad de la distancia entre la costa Oeste de Panay y el noroeste de la Paragua, y forman un grupo compuesto de multitud de pequeñas islas é islotes altos y peñascosos que ocupan una porción de mar, próximamente circular, de más de 45 millas de diámetro. Las principales son Cuyo, Canipo y Agutaya.
El municipio de Magsaysay ocupa la parte nororiental de  la isla, mientras que el resto de la isla pertenece al  de Cuyo .

## Economía
Su población se dedica  principalmente á la pesca del balate, tortugas y perlas y á la recolección de nidos de salanganas en las islas de la Paragua y Culión, pues allí es donde se encuentran de ordinario en más abundancia. También se cría el ganado de cerda y varias clases de aves.

## Patrimonio
La fortaleza española de Cuyo, construido en 1683,  es una de las más antiguas del archipiélago. Sus características singulares son las de contar con iglesia, convento y  capilla de la Adoración Perpetua. Habitado por los Agustinos Recoletos hasta noviembre de 1973, se encuentra en buen estado de conservación
Los cuatro fuertes de Calamianes fueron obra del agustino Juan de San Severo. Se trata de los de Cuyo, Agutaya, Linapacan y Culión.